# Odissea veneziana
Odissea Veneziana è il quinto album dei Rondò Veneziano, pubblicato nel 1984 dalla Baby Records. L'album è stato registrato al Country Lane Studios di Monaco da Harry Thumann, Gian Piero Reverberi, Klaus Strazicky e Max Noè.
La copertina e il logo dell'orchestra sono di Erminia Munari ed Enzo Mombrini. Il videoclip di Odissea Veneziana è del regista Guido Manuli e Victor Togliani.

## Descrizione
Dopo il grande successo dell'album Venezia 2000, uscito l'anno precedente, l'orchestra incomincia a cambiare le sonorità di alcuni brani introducendo una massiccia base di elettronica e ritmi nuovi. Il fine è quella di evocare una Venezia futuristica e allo stesso tempo settecentesca.
In Svizzera arriva al primo posto per 4 settimane ed in Germania Ovest rimane in classifica per 15 settimane.
Il tema del brano Odissea Veneziana nasce dall'idea di Dario Farina, cantante e compositore di musica leggera, di parafrasare le prime note della Toccata e fuga per organo BWV 565 di Johann Sebastian Bach in maniera originale e allo stesso tempo orecchiabile per un pubblico commerciale. Tiziano, con i suoi 11 minuti, è il più lungo brano dell'album: suddiviso in tre movimenti è un vero e proprio omaggio ad Antonio Vivaldi con passaggi solistici di oboe e flauto traverso.
In Francia è stato pubblicato dalla Polydor come L'Odyssée de Venise e contiene due inediti (L'Anello, Cecilia), in Regno Unito dalla Fanfare con il nome di Odissea. La versione edita dalla BMG intitolata Concerto futurissimo ha solamente 5 pezzi, gli altri 4 sono estratti da La Serenissima.
Nell'inverno del 1984/1985 il brano Odissea veneziana è stata usato come sottofondo del Televideo Rai, nel 1987 in uno spot della Fiat per pubblicizzare il modello della Fiat Uno.

## Tracce
1. Odissea veneziana (Gian Piero Reverberi e Dario Farina) - 2:38
2. Tiziano (Gian Piero Reverberi e Laura Giordano) - 11:28
3. Campo dei mori (Gian Piero Reverberi e Laura Giordano) - 2:49
4. Prime luci sulla laguna (Gian Piero Reverberi e Laura Giordano) - 3:11
5. Ca' d'Oro (Gian Piero Reverberi e Laura Giordano) - 6:06
6. Mosaico (Gian Piero Reverberi e Laura Giordano) - 4:06
7. Rosso veneziano (Gian Piero Reverberi e Laura Giordano) - 3:06
8. Fantasia veneziana (Gian Piero Reverberi e Laura Giordano) - 3:41
9. Invito alla danza (Gian Piero Reverberi e Laura Giordano) - 3:14

## Le composizioni

### Odissea veneziana
Moderato in la minore - Televis Edizioni Musicali e Reverberi Edizioni Musicali

### Tiziano
Allegro - Stesso tempo in do maggiore - Televis Edizioni Musicali e Abramo Allione Edizioni Musicali

### Campo dei mori
Allegro in sol maggiore - Televis Edizioni Musicali

### Prime luci sulla laguna
Poco mosso in la minore - Televis Edizioni Musicali e Reverberi Edizioni Musicali

### Ca' d'Oro
Allegro - Lento - Allegro (I Tempo) in mi minore - Televis Edizioni Musicali e Reverberi Edizioni Musicali

### Mosaico
Allegretto in re bemolle maggiore - Televis Edizioni Musicali e Reverberi Edizioni Musicali

### Rosso veneziano
Moderato in do maggiore - Televis Edizioni Musicali e Reverberi Edizioni Musicali

### Fantasia veneziana
Allegro in mi maggiore - Televis Edizioni Musicali e Reverberi Edizioni Musicali 

### Invito alla danza
Allegro in do maggiore - Televis Edizioni Musicali e Reverberi Edizioni Musicali

## Formazione
- Gian Piero Reverberi - direttore d'orchestra, tastiere, sintetizzatore
- Antonio Pomara (non accreditato) - batteria
- Giacomo Caliolo (non accreditato) - basso

## Classifiche
| Paese    | Posizione raggiunta |
| -------- | ------------------- |
| Austria  | 7                   |
| Italia   | 5                   |
| Francia  | 17                  |
| Germania | 3                   |
| Svizzera | 1                   |